# Bồn trũng đại dương

Đồ biểu mặt cắt ngang của bồn trũng đại dương, biểu thị các loại đặc trưng địa lí.

Lòng chảo đại dương hay Bồn trũng đại dương (tiếng Anh: Oceanic basin) là phần đáy ở đại dương có rất nhiều khu vực đất thấp bằng phẳng, chung quanh là một ít mạch núi ngầm tương đối cao, cấu tạo của loại này tương tự như bồn địa trên lục địa được gọi là bồn trũng biển cả (bathyal). Nó là bộ phận chủ thể của đáy đại dương. Thí dụ như bồn địa Vịnh Ba Tư, bồn địa Biển Hoa Đông, bồn địa Cửa Sông Châu Giang (Trung Quốc), v.v

## Giới thiệu giản lược
Bồn trũng đại dương là phần đáy ở đại dương có rất nhiều khu vực đất thấp bằng phẳng. Thí dụ như bồn địa Vịnh Ba Tư, bồn địa Biển Hoa Đông, bồn địa Cửa Sông Châu Giang (Trung Quốc), v.v, hoặc gọi là bồn trũng biển cả, bồn trũng biển thẳm. Vùng đất trũng cực kì to lớn có hình tròn hoặc hình bầu dục, cơ bản phân bố ở trong đại dương biển thẳm. Phần đáy của nó vô cùng bằng phẳng, độ dốc nhỏ, khắp chung quanh thông thường bị dải núi dài dưới đáy biển vây quanh, cho nên phần đáy bồn trũng biển cả lại gọi là đồng bằng biển thẳm, thí dụ như đồng bằng biển thẳm Aleutian, đồng bằng biển thẳm Bering, v.v

## Đặc trưng chủ yếu
Bồn trũng đại dương là chỉ vùng đất trũng cực kì to lớn có hình tròn hoặc hình bầu dục. Nó thuộc về vỏ đại dương điển hình, thường bị nơi có dải núi dài dưới đáy biển hoặc núi dưới biển vây chung quanh, độ sâu vào khoảng 3.000 đến 6.000 mét, đa số sâu 4.000 đến 5.000 mét, diện tích thông thường cao ở 10 kilômét, tổng diện tích chiếm trên 70% diện tích đại dương, là chủ thể của đại dương. Địa hình phần đáy của bồn trũng biển cả tương đối bằng phẳng, độ dốc trung bình khoảng 20 đến 40 phút.

## Nguyên nhân hình thành
Sự thay đổi mức mặt biển do sông băng gây ra là bởi vì biến đổi khí hậu, ấm lên toàn cầu dẫn đến ranh giới sông băng tiến đi lui lại, do đó gây nên sự thay đổi lên xuống của mức mặt biển. Ở thời kì địa chất thời kì băng hà, chung quanh địa cực hình thành dải băng, lượng nước biển trong đại dương tương đối giảm thiểu, mức mặt biển theo đó mà hạ thấp; ngay khi biến đổi khí hậu, ấm lên toàn cầu, dải băng tan chảy, dòng nước đá trở lại biển lớn, mức mặt biển lại lên cao thêm. Liên quan đến biên độ lên xuống của mức mặt biển, chữ số mà nhà khoa học giữa các nước liệu tính không hoàn toàn giống nhau. Điều này chủ yếu là xét đoán thế nào để ước lượng độ dày dải băng của đại lục Nam Cực và tính toán ra trữ lượng băng của toàn thế giới. Nó được suy tính, 95% trữ lượng băng trên thế giới ở khu vực Nam Cực, khoảng chừng là 30 triệu kilômét khối. Nếu có một ngày nào đó, băng của khu vực Nam Cực và khu vực Greenland (chiếm chừng 99% tổng trữ lượng băng toàn cầu) đột nhiên tan chảy toàn bộ, vậy thì, mức mặt biển của đại dương trên thế giới có thể sẽ tăng lên 100 mét. Đương nhiên, tính khả năng mà phát sinh loại tình huống này là cực thấp. Tình huống có khả năng phát sinh nhất là, tất cả sông băng sẽ tan chảy dần dần vào khoảng vài nghìn năm, đồng thời, sự tan chảy của sông băng còn sẽ đi theo với sự tăng lên của một mảnh đại lục và sự lắng đọng trầm tích của bản chất đáy đại dương, bởi vì trọng tải của diện tích lớn vì nguyên do sông băng tan chảy nên di chuyển từ lục địa về đại dương.

## Học thuyết lí luận
Sự thay đổi mức mặt biển do cấu tạo vỏ trái đất gây ra, là do vận động kiến tạo của lớp vỏ Trái Đất cho nên dẫn đến sự biến đổi mức mặt biển gây ra bởi khu vực cục bộ hoặc mang tính toàn cầu. Lớp vỏ Trái Đất mang tính cục bộ vận động lên xuống, có thể dẫn đến sự biến đổi mực nước biển mang tính khu vực. Tình huống này xuất hiện, là do sự lên xuống của lớp vỏ Trái Đất dẫn đến khoảng cách giữa mặt biển so với mặt đất liền phát sinh kết quả biến đổi. Sự thay đổi lên xuống gây ra bởi mức mặt biển mang tính toàn cầu, là do dung tích của bồn trũng đại dương phát sinh sự thay đổi nào đó hoặc lớp vỏ Trái Đất ở đáy đại dương phát sinh lún xuống hoặc hình thành bồn trũng đại dương mới. Tổng dung tích của bồn trũng đại dương trên thế giới tăng thêm sẽ dẫn đến mức mặt biển hạ thấp; trái lại, lớp vỏ Trái Đất ở đáy đại dương nâng lên, một số bồn trũng đại dương tan biến, đủ khiến cho mức mặt biển lên cao. Học thuyết kiến tạo mảng cho biết, sự thay đổi của mức mặt biển có quan hệ với tốc độ khuếch trương đáy biển. Vật chất tăng sinh ở sống núi giữa đại dương chính là nhiệt, theo sự thúc đẩy của thời gian nên dần dần nguội lạnh ngay, trở nên liền kín, do đó nham thạch quyển ở đáy đại dương trong quá trình di động mở rộng về đường nằm ngang, tuỳ theo sự gia tăng của thời gian mà lún xuống. Nếu tốc độ khuếch trương đáy đại dương rất nhanh, thì đáy đại dương cách phần đỉnh của sống núi giữa đại dương một khoảng cách nhất định, không có đủ thời gian làm lạnh ngay đến mức độ "bình thường", và đáy đại dương đúng là cao hơn so với tình huống bình thường, do đó dù cho tổng lượng nước biển không thay đổi (đa số học giả cho biết, từ Đại Cổ sinh đến nay lượng nước biển cơ bản không có thay đổi), bởi vì dung tích của bồn trũng đại dương giảm thiểu, cho nên mức mặt biển cũng sẽ lên cao. Trái lại, lúc độ khuếch trương đáy biển rất chậm, thì mức mặt biển sẽ hạ thấp. Trên thực tế, sự biến động mức mặt biển gây ra bởi sự thay đổi của tốc độ khuếch trương đáy đại dương, chu kì kéo dài đến hàng triệu năm, biên độ biến đổi của nó có thể đạt đến khoảng 300 đến 500 mét.

## Tranh luận tương quan
Mặc dù vận động kiến tạo địa chất mang tính toàn cầu đóng vai trò quyết định đối với sự thay đổi mức mặt biển của cả thời kì lịch sử địa chất, nhưng các nhà khoa học cho biết, từ Kỉ Đệ Tứ (hơn một triệu năm trong lịch sử địa chất), vai trò sông băng ảnh hưởng lớn nhất đối với sự thay đổi của mức mặt biển. Gần hơn một triệu năm đến nay, theo sự xuất hiện luân phiên của thời kì băng hà, mức mặt biển mang tính toàn cầu đã phát sinh động mạch lên xuống. Khoảng chừng 35.000 năm về trước, vị trí của mức mặt biển xấp xỉ tiếp cận. Vai trò của một đợt sông băng, đã gây ra sự lún xuống rộng khắp của mức mặt biển. Ở thời kì thịnh nhất của thời kì băng hà lần cuối (khoảng chừng 15.000 đến 20.000 năm trước), mức mặt biển thấp chừng 130 mét so với hiện tại. Vào thời kì băng hà lúc mức mặt biển thấp, vùng biển nông của mảng lục địa ở thềm lục địa lộ ra thành đất liền, lúc đó, Nhật Bản và Trung Quốc, châu Á và châu Bắc Mĩ (ven sát eo biển Bering), Anh Quốc và lục địa Châu Âu, Úc và New Guinea, v.v đều nối liền lẫn nhau (nhà địa chất học hải dương Trung Quốc nghiên cứu phát hiện, đường bờ biển cổ xưa của biển Hoa Đông nằm ở rìa ngoài thềm lục địa của sườn phía tây ở bồn trũng biển Okinawa). Sau này, bởi vì ấm lên toàn cầu, dẫn đến sông băng tan chảy, rốt cuộc mức mặt biển dần dần lên cao. Mức mặt biển của thế giới vẫn nằm ở trong quá trình lên cao. Bởi vì yếu tố gây ra bởi sự thay đổi mức mặt biển rất phức tạp, lại còn đang tồn tại rất nhiều thiếu sót trong công nghệ điều tra và trắc lượng, cho nên, tầm nhìn và nhận thức của mọi người về lịch sử và phát triển sự biến đổi mức mặt biển còn có tính hạn chế nhất định. Mức mặt biển lên cao, có khả năng là tạm thời, cũng có khả năng là một phần của tuần hoàn nước trường kì trên Trái đất, xu thế phát triển của quá trình này sẽ dẫn đến vai trò sông băng mới không ? Tóm lại, vấn đề của mọi người về sự lên cao của mức mặt biển, vẫn không thể đưa ra lời giải thích cuối cùng.